# Portobelo
Portobelo (tidligere Puerto Bello) er en by i Colón-provinsen i Panama. 
Byen blev grundlagt i 1597 til 1700-tallet omkring en dyb naturlig havn og var vigtig for eksporten af bl.a. sølv. I 1668 ledede piraten Henry Morgan et angreb på byen, som på daværende tidspunkt var meget godt befæstet. Han belejrede byen i to uger, inden de erobrede og plyndrede byen.
Den 21. november 1739 blev byen igen angrebet, denne gang af en britisk flåde under kommando af kontreadmiral Edward Vernon. Angrebet viste, hvor sårbar den spanske handelspraksis var, og førte til ændringer i den måde de blev udført. Spanierne skiftede derefter taktik og gik fra større flåder, der besøgte få havne, til små flåder, der var mere fleksible og besøgte en bredere vifte af havne. De gik også nu rundt om Kap Horn for at handle i havne på vestkysten. Angrebet ødelagde Portobelos økonomi, som ikke ændrede sig meget, før opførelsen af Panamakanalen begyndte.
I 1980 blev Portobelo sammen med fortet San Lorenzo optaget på UNESCOs Verdensarvsliste.